# Equus africanus africanus
L'asino selvatico della Nubia (Equus africanus africanus) è una sottospecie dell'asino selvatico africano (Equus africanus), un mammifero perissodattilo appartenente alla famiglia degli Equidi, e segnalato come specie minacciata nella Lista rossa del 2006 dello IUCN. Altre fonti dicono che potrebbe essere estinto in natura, e rimanere solo come specie in cattività.
Equus africanus africanus è considerato, insieme ad Equus africanus somalicus, il capostipite delle altre specie di asino selvatico.

## Morfologia
È alto al garrese 115 cm, ha il mantello grigio-giallastro a riflessi rossicci nella parte superiore del corpo, mentre le zampe e la punta della coda sono bianche. La criniera è nera, come la croce dorsale e il ciuffo caudale. Ha anche una striatura dorsale, anch'essa nera.

## Areale
L'asino africano della Nubia prende il nome dall'antica zona omonima e vive o viveva nel nordest dell'Africa, nella zona che va dal Sudan orientale al Mar Rosso. Nel 1984 si stimava che ci fossero 1643 esemplari di asino selvatico della Nubia in Sudan.